# Yullandria
Yullandria is een geslacht van rechtvleugeligen uit de familie sabelsprinkhanen (Tettigoniidae). De wetenschappelijke naam van dit geslacht is voor het eerst geldig gepubliceerd in 2001 door Rentz.

## Soorten
Het geslacht Yullandria omvat de volgende soorten:
- Yullandria kakadu Rentz, 2001
- Yullandria lawagimana Rentz, 2001